# Malkî, Starokosteantîniv
Malkî (în ucraineană Мальки) este un sat în comuna Hubcea din raionul Starokosteantîniv, regiunea Hmelnîțkîi, Ucraina.

## Demografie
Componența lingvistică a localității Malkî
     Ucraineană (97,32%)
     Rusă (2,68%)
Conform recensământului din 2001, majoritatea populației localității Malkî era vorbitoare de ucraineană (97,32%), existând în minoritate și vorbitori de rusă (2,68%).